# Михайлов Олександр Павлович
Олександр Павлович Михайлов (1 травня 1955, місто Мінськ, тепер Білорусь) — радянський діяч, секретар парткому Мінського тракторного заводу імені Леніна Білоруської РСР. Член ЦК КПРС у 1990—1991 роках.

## Життєпис
У 1977 році закінчив Білоруський політехнічний інститут.
У 1977—1979 роках — інженер-випробувач, старший інженер-випробувач, у 1979—1982 роках — секретар комітету комсомолу механоскладального корпусу № 6, заступник секретаря комітету комсомолу Мінського тракторного заводу імені Леніна Білоруської РСР.
Член КПРС з 1981 року.
У 1982—1984 роках — інструктор партійного комітету, в 1984—1986 роках — заступник начальника механічного цеху № 1, у 1986—1988 роках — заступник секретаря партійного комітету, в 1988—1990 роках — начальник механічного цеху № 1 Мінського тракторного заводу імені Леніна Білоруської РСР.
Одночасно з 1988 по 1991 рік навчався у Мінській Вищій партійній школі.
У березні 1990—1991 роках — секретар партійного комітету (парткому) Мінського тракторного заводу імені Леніна Білоруської РСР.
Подальша доля невідома.